# Saidi Ntibazonkiza
Saidi Ntibazonkiza (Bujumbura, 1. svibnja 1987.) burundijski je nogometaš. Trenutačno je član burundijskog kluba Vital'O.

## Vanjske poveznice
- Ntibazonkiza na stranici 90minut.pl